# V-statistique
 (avril 2024).
La mise en forme du texte ne suit pas les recommandations de Wikipédia : il faut le « wikifier ».
Les points d'amélioration suivants sont les cas les plus fréquents. Le détail des points à revoir est peut-être précisé sur la page de discussion.
- Les titres sont pré-formatés par le logiciel. Ils ne sont ni en capitales, ni en gras.
- Le texte ne doit pas être écrit en capitales (les noms de famille non plus), ni en gras, ni en italique, ni en « petit »…
- Le gras n'est utilisé que pour surligner le titre de l'article dans l'introduction, une seule fois.
- L'italique est rarement utilisé : mots en langue étrangère, titres d'œuvres, noms de bateaux, etc.
- Les citations ne sont pas en italique mais en corps de texte normal. Elles sont entourées par des guillemets français : « et ».
- Les listes à puces sont à éviter, des paragraphes rédigés étant largement préférés. Les tableaux sont à réserver à la présentation de données structurées (résultats, etc.).
- Les appels de note de bas de page (petits chiffres en exposant, introduits par l'outil «  Source ») sont à placer entre la fin de phrase et le point final[comme ça].
- Les liens internes (vers d'autres articles de Wikipédia) sont à choisir avec parcimonie. Créez des liens vers des articles approfondissant le sujet. Les termes génériques sans rapport avec le sujet sont à éviter, ainsi que les répétitions de liens vers un même terme.
- Les liens externes sont à placer uniquement dans une section « Liens externes », à la fin de l'article. Ces liens sont à choisir avec parcimonie suivant les règles définies. Si un lien sert de source à l'article, son insertion dans le texte est à faire par les notes de bas de page.
- La présentation des références doit suivre les conventions bibliographiques. Il est recommandé d'utiliser les modèles {{Ouvrage}}, {{Chapitre}}, {{Article}}, {{Lien web}} et/ou {{Bibliographie}}. Le mode d'édition visuel peut mettre en forme automatiquement les références.
- Insérer une infobox (cadre d'informations à droite) n'est pas obligatoire pour parachever la mise en page.

Pour une aide détaillée, merci de consulter Aide:Wikification.
Si vous pensez que ces points ont été résolus, vous pouvez retirer ce bandeau et améliorer la mise en forme d'un autre article.
 (avril 2024).
Les statistiques V sont une classe de statistiques nommée en l'honneur de Richard von Mises qui a développé sa théorie de la distribution asymptotique dans un article fondamental en 1947. Les statistiques V sont étroitement liées aux U-statistiques , (U pour « unbiased », non biaisées) introduites par Wassily Hoeffding en 1948. Une V-statistique est une fonction statistique (d'un échantillon) définie par une fonctionnelle statistique particulière d'une distribution de probabilité.

## Fonctions statistiques
Statistiques pouvant être représentées sous forme de fonctionnelles {\displaystyle T(F_{n})} de la fonction de distribution empirique {\displaystyle (F_{n})} sont appelées fonctionnelles statistiques. La différentiabilité de la fonctionnelle T joue un rôle clé dans l'approche de von Mises ; ainsi von Mises considère des fonctionnelles statistiques différentiables. 

### Exemples de fonctions statistiques
1. Le k-ième moment central est la fonctionnelle : {\displaystyle T(F)=\int (x-\mu )^{k}\,dF(x)}, où : {\displaystyle \mu =E[X]}, est l'espérance de X. La fonction statistique associée au k-ième moment central de l'échantillon est :{\displaystyle T_{n}=m_{k}=T(F_{n})={\frac {1}{n}}\sum _{i=1}^{n}(x_{i}-{\overline {x}})^{k}.}
2. La statistique d'adéquation du chi-carré est une fonction statistique T(Fn), correspondant à la fonctionnelle statistique :
{\displaystyle T(F)=\sum _{i=1}^{k}{\frac {(\int _{A_{i}}\,dF-p_{i})^{2}}{p_{i}}},}   où Ai sont cellules du tableau de contingence et pi sont les probabilités spécifiées des cellules sous l'hypothèse nulle.
3. Les statistiques d'ajustement de Cramér – von-Mises et Anderson – Darling sont basées sur la fonction :
{\displaystyle T(F)=\int (F(x)-F_{0}(x))^{2}\,w(x;F_{0})\,dF_{0}(x),}  où {\displaystyle w(X;F_{0})} est une fonction de pondération et {\displaystyle F_{0}} est une distribution nulle, toutes deux spécifiées. Si {\displaystyle w} est la fonction d'identité, alors {\displaystyle T(F_{n})} est la statistique d'ajustement de Cramér – von-Mises bien connue ; si {\displaystyle w(x;F_{0})=[F_{0}(x)(1-F_{0}(x))]^{-1}} alors {\displaystyle T(F_{n})} est la statistique d'Anderson – Darling.

### Représentation sous forme de V-statistique
Supposons que : x1,..., xn, est un échantillon. Dans les applications typiques, la fonction statistique a une représentation sous la forme de la V-statistique.
{\displaystyle V_{2,n}={\frac {1}{n^{2}}}\sum _{i=1}^{n}\sum _{j=1}^{n}h(x_{i},x_{j}),}
où h est un noyau symétrique. Serfling  explique comment trouver le noyau en pratique. Vmn est alors appelée V-statistique de degré m.
Un noyau symétrique de degré 2 est une fonction h(x, y), tel que h(x, y) = h(y, x) pour tous x et y dans le domaine de h. Pour les échantillons x1,... ,xn, la V-statistique correspondante est définie comme :
{\displaystyle V_{mn}={\frac {1}{n^{m}}}\sum _{i_{1}=1}^{n}\cdots \sum _{i_{m}=1}^{n}h(x_{i_{1}},x_{i_{2}},\dots ,x_{i_{m}}).}

### Exemple de V-statistique
1. Un exemple de V-statistique de degré 2 est le deuxième moment central m 2. Si h(x, y) = (x − y)2/2, la V-statistique correspondante est : {\displaystyle V_{2,n}={\frac {1}{n^{2}}}\sum _{i=1}^{n}\sum _{j=1}^{n}{\frac {1}{2}}(x_{i}-x_{j})^{2}={\frac {1}{n}}\sum _{i=1}^{n}(x_{i}-{\bar {x}})^{2},}  qui est l'estimateur du maximum de vraisemblance de la variance. Avec le même noyau, la U-statistique correspondante est la variance de l'échantillon (sans biais) : {\displaystyle s^{2}={n \choose 2}^{-1}\sum _{i<j}{\frac {1}{2}}(x_{i}-x_{j})^{2}={\frac {1}{n-1}}\sum _{i=1}^{n}(x_{i}-{\bar {x}})^{2}}.

## Distribution asymptotique
Dans les exemples 1 à 3, la distribution asymptotique de la statistique est différente : dans (1) c'est normal, dans (2) c'est le chi-carré et dans (3) c'est une somme pondérée de variables du chi-carré.
L'approche de Von Mises est une théorie unificatrice qui couvre tous les cas ci-dessus. De manière informelle, le type de distribution asymptotique d'une fonction statistique dépend de l'ordre de « dégénérescence », qui est déterminé par le rang du premier premier terme non nul du développement de Taylor de la fonction statistique. T. Dans le cas où il s'agit du terme linéaire, la distribution limite est normale ; sinon, des types de distributions d'ordre supérieur apparaissent (dans des conditions appropriées telles qu'un théorème central limite est valable).
Il existe une hiérarchie de cas similaire à la théorie asymptotique des U-statistiques. Soit A(m) la propriété définie par :
A(m) :
1. Var(h(X 1,..., Xk)) = 0 pour k < m, et Var(h(X 1,..., X k)) > 0 pour k = m ;
2. {\displaystyle n^{m/2}R_{mn}} tend vers zéro (en probabilité), où {\displaystyle R_{mn}} est le terme restant de la série de Taylor pour T.

Cas m = 1 (noyau non dégénéré) :
Si A(1) est vraie, la statistique est une moyenne d'échantillon et le théorème central limite implique que T(Fn) est asymptotiquement normal.
Dans l'exemple de variance (4), m2 est asymptotiquement normal avec une moyenne {\displaystyle \sigma ^{2}} et de variance {\displaystyle (\mu _{4}-\sigma ^{4})/n}, où {\displaystyle \mu _{4}=E(X-E(X))^{4}}.
Cas m = 2 (noyau dégénéré) :
Supposons que A(2) soit vraie, et {\displaystyle E[h^{2}(X_{1},X_{2})]<\infty ,\,E|h(X_{1},X_{1})|<\infty ,} et {\displaystyle E[h(x,X_{1})]\equiv 0}. Alors {\displaystyle nV_{2,n}} converge en distribution vers une somme pondérée de variables indépendantes du chi-carré :
{\displaystyle nV_{2,n}{\stackrel {d}{\longrightarrow }}\sum _{k=1}^{\infty }\lambda _{k}Z_{k}^{2},}
où {\displaystyle Z_{k}} sont des variables normales standard indépendantes et {\displaystyle \lambda _{k}} sont des constantes qui dépendent de la distribution F et de la fonctionnelle T. Dans ce cas, la distribution asymptotique est appelée forme quadratique de variables aléatoires gaussiennes centrées. La V-statistique {\displaystyle V_{2,n}} est appelée V-statistique à noyau dégénéré. La V-statistique associée à la fonctionnelle de Cramer – von Mises  (exemple 3) est un exemple de V-statistique à noyau dégénéré.

## Voir également
- U-statistique
- Distribution asymptotique
- Théorie asymptotique (statistiques)